# 潘恩鎮區 (密歇根州)
潘恩鎮區（英語：Peaine Township）是美國密歇根州夏利華縣的一個行政鎮區，位於比弗島上。

## 地方資料
潘恩鎮區的面積為189.15平方千米，當中陸地面積為135.59平方千米，而水域面積為53.56平方千米。根據2020年美國人口普查的數據，當地共有人口266人，而人口密度為每平方千米1.41人。